# Operațiunea Rheinübung

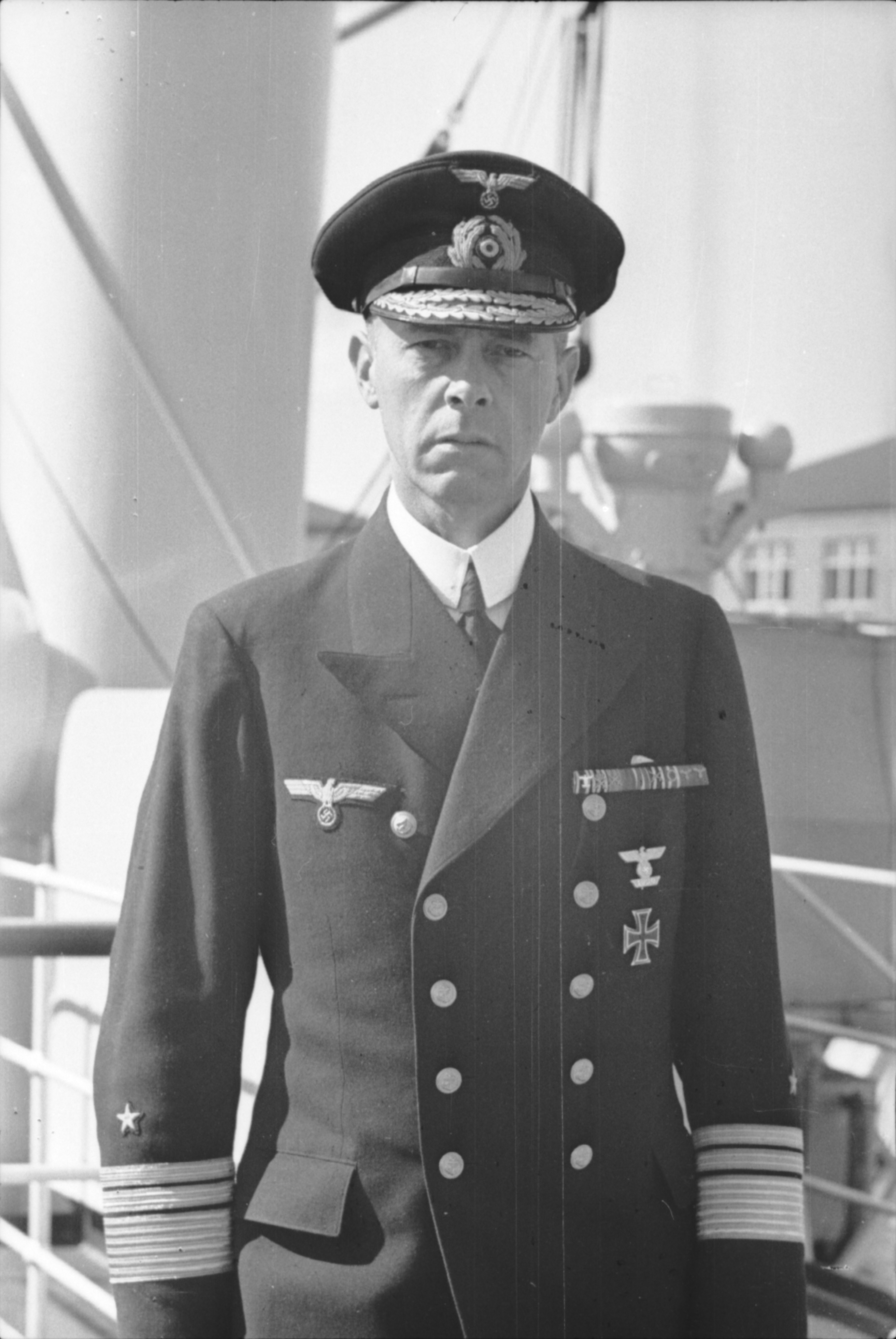
Viceamiralul Günter Lütjens a comandat operațiunea încheiată cu succes Berlin mai înainte ca să fie numit comandantul Operațiunii Rheinübung

Operațiunea Rheinübung ("Exercițiul Rin") a fost un raid executat de cuirasatul Bismarck și crucișătorul greu Prinz Eugen în  Atlantic în perioada 18–27 mai 1941, în timpul celui de-al Doilea Război Mondial. Această operațiune avea ca obiectiv blocarea transporturilor de mărfuri ale aliaților spre Regatul Unit, dar a avut ca rezultat scufundarea cuirasatului Bismarck.

## Contextul istoric
Atât în timpul primei conflagrații cât și a celei de-a doua conflagrații mondiale, Regatul Unit era dependent de aprovizionarea efectuată de vasele comerciale, care aduceau alimente de bază și materiile prime. Protejarea rutelor comerciale a fost din acest motiv un obiectiv de primă importanță pentru britanici. Dacă aceste rute comerciale nu ar fi fost apărate, Imperiul Britanic ar fi trebuit să semneze un tratat de pace, să negocieze un armistițiu sau să abandoneze insulele britanice ca bază de operațiuni pentru blocada împotriva Germaniei Naziste, lăsând ca aceasta din urmă să se bucure de controlul complet asupra Europei Occidentale. 
Conducerea Kriegsmarine, în frunte cu amiralul Erich Johann Albert Raeder, considera cu tărie că Anglia putea fi învinsă prin blocadă navală. Pentru atingerea acestui obiectiv, comandanții marinei au considerat că era potrivită folosirea tacticilor tradiționale de atac împotriva navelor comerciale. Atacurile trebuiau să fie date de vasele de suprafață (crucișătoare, crucișătoare de linie, cuirasate rapide), submarinele urmând să asigure doar sprijinirea acestor atacuri. Raeder a reușit să îi convingă atât pe Hitler cât și pe comandanții OKW că, indiferent de metodele și mijloacele folosite, distrugerea liniilor de aprovizionare navale avea să asigure înfrângerea britanicilor, indiferent de ce alți factori ar mai fi fost luați în considerație. 
Opearțiunea Rheinübung a fost ultimul dintr-o serie de raiduri împotriva vaselor comerciale aliate executate de vasele de suprafață ale Kriegsmarine. A fost precedată de Operațiunea Berlin, un raid încununat de succes al cuirasatelor Scharnhorst și Gneisenau, care s-a încheiat în martie 1941.
În mai 1941, cuirasatele din cadrul Kriegsmarine Scharnhorst și Gneisenau erau ancorate în portul Brest, pe coasta vestică a Franței, de unde amenințau continuu convoaiele aliate din Atlantic. Cele două cuirasate au fost atacate în mai multe rânduri de Royal Air Force. Planul original al germanilor prevedea ieșirea ambelor vase în larg, dar Scharnhorst trecea printr-o reparație capitală a motoarelor, iar Gneisenau fusese atinsă de o torpilă, care a indisponibilizat vasul pentru șase luni. 
În acest fel, germanii mai dispuneau de doar două vase de război noi: cuirasatul Bismarck și crucișătorul greu Prinz Eugen, ambele staționate în Marea Baltică. Kriegsmarine mai avea trei crucișătoare ușoare în stare de funcționare, dar niciunul nu era potrivit pentru o operațiune de durată în Oceanul Atlantic. 
Obiectivul operațiunii era ca Bismarck și Prinz Eugen să intre în forță în Atlantic și să atace convoaiele aliate. Marele amiral Erich Raeder i-a dat amiralul Günther Lütjens ordine clare, conform cărora „obiectivul lui Bismarck nu era „să înfrângă inamicii de putere egală, ci să îi împiedice să acționeze prin acțiuni de întârziere, în timp ce își conserva propria capacitate de luptă cât de mult era posibil, astfel încât să îi permită lui Prinz Eugen distrugă vasele comerciale din convoi” în condițiile în care „ținta principală a acestei operațiuni erau transporturile comerciale ale inamicului; vasele militare inamice aveau să fie angajate în luptă doar când misiunea o făcea necesară și când acest lucru putea fi făcut fără un risc excesiv”.
Pentru sprijinirea și asigurarea aprovizionării marilor vase de război, OKM a stabilit o rețea de șapte petroliere și două vase de reaprovizionare, care se întindea din Labrador până în Insulele Capului Verde.
Lütjens i-a cerut superiorului său, Raeder, să amâne Rheinübung până când Scharnhorst finaliza reparația motoarelor și se putea alătura lui Bismarck și Prinz Eugen, sau măcar să se permită „surorii” luiBismarck, cuirasatul Tirpitz, să se alăture flotilei. Raeder a respins însă cererea, dat fiind că Scharnhorst urma să devină operațional doar în iulie. Echipajul lui Tirpitz nu era încă instruit complet. Toate protestele lui Lütjens au fost respinse de Raeder, care a cerut ca Rheinübung să se desfășoare conform planului. Motivul principal pentru care Raeder dorea ca raidul Rheinübung să aibă loc era acela că el era la curent cu pregătirile pentru declanșarea Operațiunii Barbarossa, în timpul căreia Kriegsmarine urma să joace doar un rol secundar de sprijin. Marele amiral dorea ca să înregistreze un succes important al flotei, mai înainte ca forțele terestre și aeriene să obțină de la Hitler creșterea bugetelor lor în detrimentul celui al marinei militare.
Pentru contracararea amenințării vaselor germane de suprafața, britanicii păstrau gata de acțiune la Scapa Flow cuirasatele de ultimă generație King George V și Prince of Wales, crucișătorul de linie Hood și portavionul Victorious, intrat în dotarea marinei de puțină vreme. În baza militară din Gibraltar, britanicii puteau mobiliza din cadrul „Force H” crucișătorul de linie Renown și portavaionul Ark Royal. În largul Atlanticului se aflau în diferite misiuni cuirasatele Revenge, Rodney și Ramillies și crucișătorul de linie Repulse. Crucișătoarele și avioanele de recunoaștere asigurau supravegherea mărilor. În această perioadă, în Atlantic erau în marș 11 convoaie, inclusiv un convoi cu trupe. 
OKM nu a luat însă în calcul faptul că britanicii erau foarte hotărâți să distrugă flota de suprafață a germanilor. Ca să fie siguri că Bismarck avea să fie scufundat, Royal Navy a riscat chiar să reducă sau chiar să își oprească operațiunile pe anumite teatre de luptă, ajungându-se până la desființarea escortelor unor convoaie. La un moment dat, britanicii desfășuraseră 6 cuirasate, 3 crucișătoare de linie, 2 portavioane, 16 crucișătoare, 33 de distrugătoare și opt submarine, plus avioane de patrulare. Aceste vase aveau să devină cea mai mare forță navală destinată unei singure operațiuni de până în acel moment al războiului

## Drumul luiBismarck

Harta Operațiunii "Rheinübung" și acțiunile Royal Navy împotriva cuirasatului Bismarck

Crucișătorul greu Prinz Eugen a ridicat ancora în jurul orei 21:00 a zilei de 18 mai 1941 din portul Gotenhafen (în prezent Gdynia din Polonia), urmat la ora 2:00 a zilei următoare de Bismarck. Cele două vase au navigat separat sub escortă până când s-au întâlnit în dreptul Capului Arkona a Insulei Rügen, în vestul Mării Baltcie. După aceasta, cele două vase au navigat printre insulele daneze până în Strâmtoarea Kattegat. După ce au traversat strâmtoarea Kattegat pe 20 mai, Bismarck și Prinz Eugen au navigat prin Skagerrak, strâmtoarea dintre Iutlanda și Norvegia, unde au fost zărite de echipajul crucișătorului suedez Gotland în jurul orei 13:00 . Gotland a trimis un raport de rutină comandamentului marinei suedeze. 
Pe 21 mai, Amiralitatea britanică a fost alertată de sursele pe care le avea în guvernul suedez cu privire la trecerea celor doua mari vase de război germane prin Kattegat. Bismarck și Prinz Eugen au intrat în Marea Nordului și au staționat o vreme în Grimstadfjord, lângă Bergen. Aici, Prinz Eugen a fost alimentat cu combustibil, după care, a doua zi, a efectuat un raid de recunoaștere a rutelor de transport naval din Atlantic. În acest timp, Hood, Prince of Wales și escorta lor de distrugătoare se îndreptau spre Strâmtoarea Danemarcei, unde crucișătoarele Norfolk și Suffolk erau deja în patrulare. Crucișătorul Manchester și Birmingham fuseseră trimise să patruleze apele la sud-est de Islanda.
După ce a aflat despre plecarea în misiune a vaselor germane, amiralul John Tovey, comandantul Flotei metropolitane, a preluat comanda cuirasatului King George V, a portavionului Victorious și a vaselor de lor de escortă și sprijin ca să ajute acțiunea vaselor care erau deja în patrulare. Crucișătorul de linie Repulse s-a alăturat acestor forțe după ceva timp.
În seara zilei de 23 mai, Suffolk a identificat poziția lui Prinz Eugen în Strâmtoarea Danemarcei, la sud de Groenlanda. Suffolk s-a retras rapid într-un banc de ceață și a alertat Amiralitatea. În schimb, Bismarck a deschis focul împotriva Norfolk de la o distanță de 6 mile (11 km), dar vasul britanic s-a retras în un banc de ceață. Dacă Norfolk și Suffolk erau depășite la capitolul artilerie de Bismarck, ele erau dotate cu sisteme radar superioare celor de pe vasele germane. 
În timpul duelurilor de artilerie, tunarii de pe Norfolk au reușit să scoată din funcțiune radarul de pe Bismarck, ceea ce l-a făcut pe Lütjens să repoziționeze Prinz Eugen în fața lui Bismarck. După ce poziția vaselor germane a fost identificată cu precizie, o parte a grupurile navale britanice au redirecționate pentru interceptarea forței lui Lütjens, iar cealaltă parte pentru asigurarea apărării convoaielor de trupe. 

## Bătălia din Strâmtoarea Danemarcei
Hood și Prince of Wales au luat contact cu forța navală germană în primele ore ale dimineții zilei de 24 mai, iar primele schimburi de focuri au avut loc la 5:52  de la distanță de peste 22,5 km. Artileriștii de ambele vase britanice au deschis inițial focul împotriva Prince Eugen, datorită schimbării de poziție efectuată de Lütjens după distrugerea radarului lui Bismarck. La rândul lor, germanii au bombardat Hood. Hood a fost lovit în scurtă vreme și incendiat de proiectilele lansate de pe Prince Eugen. 
În jurul orei 06:00 , au început să se producă explozii în magaziile vasului Hood, probabil după ce vasul a primit o lovitură directă a tunurilor de 38 cm de pe Bismarck. O explozie uriașă a rupt partea din spate a crucișătorului de linie britanic, care s-a scufundat în câteva minute.  Dintre cei 1417 membri ai echipajului, doar trei au reușit să se salveze. Printre cei morți s-a numărat și contraamiralul Lancelot Holland, comandantul lui Hood.
Prince of Wales a continuat lupta de unul singur, dar a suferit lovituri multiple, fiind lovit de proiectile de 38 și 20,3 mm. În plus, tunurile au suferit mai multe defecțiuni. Comandantul lui Prince of Wales a fost rănit de un proiectil tras de Bismarck, iar cuirasatul s-a retras, lansând un ecran de fum pentru mascarea mișcării. 
Bismarck a fost atins de două – trei proiectile britanice, dar amiralul Lütjens i-a interzis comandantului acestuia, căpitanul Ernst Lindemann, să plece în urmărirea lui Prince of Wales pentru a-i da lovitura de grație. Toate loviturile pe care le primise Bismarck fuseseră aplicate de tunurile de 14" (360 mm) de pe Prince of Wales. Unul dintre proiectile străpunsese blindajul cuirasatului german în prova, avariind câteva rezervoare de combustibil, care a început să se scurgă cu un debit ridicat. 
Pierderea combustibilului a fost principalul motiv pentru care comandantul Bismarck a hotărât să se retragă spre Brest în loc să încerce să scape de urmăritori în largul Atlanticului. Dâra de combustibil a fost folosită de crucișătoarele britanice să urmărească vasul german.

## Urmărirea
Norfolk și Suffolk, chiar și cuirasatul avariat Prince of Wales, au continuat urmărirea germanilor, raportând orice modificare de poziție. Ca urmare a avarierii lui Bismarck, germanii au hotărât ca acesta să se abandoneze misiunea, dar ca Prinz Eugen să o continue. Pe de altă parte, amiralul Dönitz a ordonat comandanților de submarine să sprijine cu toate unitățile disponibile în Atlantic retragerea lui Bismarck. Dönitz a organizat două linii de patrulare, ale căror submarine ar fi trebuit să intercepteze vasele Flotei Metropolitane, atrase în cursă de Bismarck. O linie de șapte submarine a fost organizată în mijlocul Atlanticului, în vreme ce o a doua de 8 submarine, ale cărei vase staționau în vestul Golfului Biscaya. La ora 18:40  a zilei de 24 mai, Bismarck s-a oprit pentru a deschide focul împotriva urmăritorilor, în felul acesta încercând să acopere plecarea spre largul Atlanticului a lui Prinz Eugen. Crucișătorul german s-a îndepărtat fără să fie avariat.
La ora 20 , portavionul Victorious, aflat la 120 mile de Bismarck, a lansat un raid aerian cu nouă bombardiere torpiloare Fairey Swordfish, care urmau să fie ghidate de echipajul de Norfolk. Torpiloarele au ajuns la țintă în condiții meteo nefavorabile și, datorită puternicului foc antiaerian al germanilor, au reușit să plaseze o singură lovitură sub puntea de comandă a cuirasatului. Totuși, datorită blindajului și carenei anti-torpilă, Bismarck a rezistat foarte bine atacului. Avioanele de atac s-au reîntors toate pe Victorious în ciuda vremii proaste, întunericului, lipsei de experiență a echipajelor bombardierelor și lipsei ghidării radio.
La ora 03:00 a zilei de 25 mai, urmăritorii britanici au pierdut contactul cu Bismarck. La început, s-a crezut că germanii s-au întors în Marea Nordului, iar vasele britanice au fost redirecționate în conformitate cu această prezumție. La un moment dat, Lütjens a rupt tăcerea radio și a trimis un mesaj radio lung către cartierul general. Semnalul radio le-a permis britanicilor să afle prin triangulație poziția aproximativă a lui Bismarck și să trimită avioane să atace cuirasatul german. Când și-au dat în sfârșit seama că Lütjens hotărâse să se îndrepte spre Brest, Bismarck depășise deja cordonul de vase britanice care încercau să îi taie cale și câștigase un avans important. Pe la ora 11 , Lütjens depășise flancul estic al forței lui Tovey și evitase întâlnirea cu cuirasatul Rodney. Bismarck era în criză de combustibil datorită avariilor produse de Prince of Wales. Din acest motiv, Lütjens a hotărât să reducă viteza pentru economisirea combustibilului, dar vasul german se deplasa încă suficient de rapid ca să depășească unitățile navale greoaie britanice ale Flotei Metropolitane și să ajungă în siguranță în Franța. Dinspre sud, Force H de sub comanda lui Somerville (portavionul Ark Royal, crucișătorulu de linie Renown și crucișătorul ușor Sheffield) făceau eforturi să intercepteze Bismarck. 
În această cursă, și vasele britanice au început să sufere din cauza terminării combustibilului, iar Bismarck părea că este scăpat. La ora 10:30 a zilei de 26 mai, un hidroavion monococă Catalina decolat de la Lough Erne, Irlanda de Nord, a descoperit poziția exactă a lui Bismarck. Vasul se afla la 700 mile marine (1296 km) depărtare de Brest, într-o zonă în care nu era în raza de acțiune a Luftwaffe.

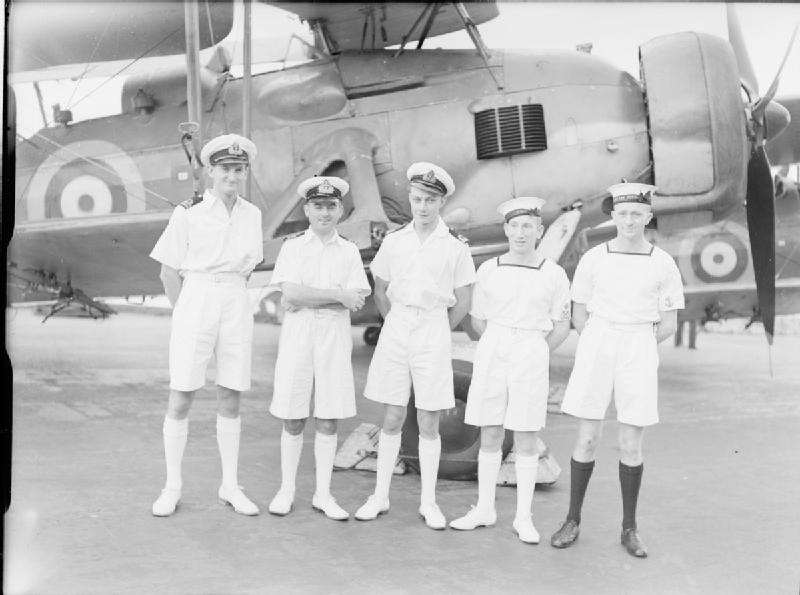
Cinci membri ai echipajelor avioanelor Swordfish de pe Ark Royal care au participat la atacul împotriva Bismarck

Beneficiind de informațiile furnizate de pilotul hidroavionului, au fost lansate două biplane torpiloare Swordfish de pe portavionul Ark Royal. Echipajul portavionului nu fusese avertizat cu privire la prezența în zonă a crucișătorului Sheffield, iar piloții l-au confundat pe acesta din urmă cu cuirasatul german și l-au atacat. Torpilele cu care fuseseră încărcate torpiloarele aveau detonatoare de proximitate. Unele au explodat prematur, altele au ratat ținta. Când au fost informați despre prezență lui Sheffield și au recunoscut vasul britanic, piloții au încetat atacul. 
Ark Royal a lansat mai apoi în condiții meteo extrem de grele o operațiune aeriană a 15 torpiloare Swordfish, care au decolat împotriva vântului spre Bismarck, aflat la o distanță de 40 mile marine (70 km). Avioanele fuseseră încărcate cu torpile echipate cu detonatoare standard, mai fiabile. În timpul raidului, două sau trei torpile au lovit Bismarck în plin, una dintre ele producând avarii foarte grave a comenzii cârmei. Cu cârma blocată, germanii nu mai puteau să se îndrepte spre destinația inițială, portul Brest. La miezul nopții, Lütjens a trimis un raport la cartierul general: „Vasul nemanevrabil. Vom lupta până la ultimul proiectil. Trăiască Führerul."

## Sfârșitul luiBismarck
Cuirasatele Rodney și King George V au așteptat dimineața zilei de 27 de mai ca să atace. La ora 8:47 ,  cuirasatele au deschis focul, Bismarck primind mai multe lovituri în plin. În schimb, tunarii de pe Bismarck au ratat toate loviturile trase împotriva inamicilor. În cele din urmă, britanicii au reușit ca doar într-o jumătate de oră să scoată din luptă cele mai multe baterii germane. Totuși, în ciuda numeroaselor lovituri primite în plin, Bismarck nu s-a scufundat. 
În conformitate cu rapoartele făcute de scafandri în ultimii ani, proiectilele britanice au reușit să penetreze doar în patru cazuri blindajul vasului german – două lansate deKing George V au străpuns centura blindată superioară din  tribord, iar două lansate de Rodney au perforat blindajul din babord. Aceste patru lovituri au fost date în jurul orei 10:00 ,  de la mică distanță și au fost cele care au provocat cele mai mari pierderi printre membrii echipajului. 
Cele două cuirasate au plecat din zonă fără ca Bismarck să se fi scufundat din două motive – posibilele atacuri ale sumbarinelor germane și stocul redus de combustibil. Atacul împotriva germanilor a fost continuat de crucișătorul greu Dorsetshire. Trei dintre torpilele lansate de Dorsetshire și-au atins ținta. În acest timp, echipajul german a montat încărcături explosive pentru sabordarea navei. În urma exploziilor, Bismarck s-a aplecat pe-o parte și s-a scufundat la ora 10:40. Crucișătorul  Dorsetshire și distrugătorul Maori au salvat după acest eveniment 110 supraviețuitori. După o oră de căutare a supraviețuitorilor, vasele britanice au părăsit zona ca urmare raportării apropierii submarinelor germane. Alți cinci supraviețuitori au fost salvați de submarinul U-74 și nava meteorologică Sachsenwald. Peste 2000 de marinari germani au murit, printre aceștia numărându-se și căpitanul Lindemann și amiralul Lütjens.

## Urmări
După ce s-a despărțit de Bismarck, Prinz Eugen și-a continuat deplasarea spre sudul Atlanticului, pentru continuarea misiunii de atac împotriva vaselor comerciale. Pe 26 mai, când mai avea o rezervă de combustibil de doar 160 t, Prinz Eugen s-a întâlnit cu petrolierul Spichern și a realimentat. A doua zi, Prinz Eugen a înregistrat o defecțiune la motor, care a fost remediată doar parțial, agravându-se în zilele următoare. După ce a alimentat din nou pe 28 mai din petrolierul Esso Hamburg, comandantul lui Prinz Eugen a hotărât să nu mai continue misiunea și, pe 29 mai, și-a început drumul spre Brest. Această decizie a fost luată în principal datorită problemelor la motoare, care au dus la o reducere a vitezei vasului la doar 28 mile/h (52 km/h). Prinz Eugen și-a încheiat raidul fără să fi scufundat un singur vas comercial și a ajuns în portul Brest pe 1 iunie, unde a rămas în docul pentru reparații până la sfârșitul anului 1941. Mai apoi, Prinz Eugen și alte două cuirasate au părăsit Franța și au navigat spre casă în timpul Operațiunii „Cerberus”. 
În tot acest timp, doar două submarine germane au luat contact vizual cu vasele britanice, dar niciunul nu a avut posibilitatea să lanseze un atac. Până în cele din urmă, vasele britanice au reușit să evite submarinele germane și s-au reîntors la baze. Luftwaffe a organizat o serie de misiuni împotriva vaselor Flotei Metropolitane, dar singurul succes înregistrat a fost atacarea și scufundarea distrugătorului Mashona de către bombardierele din cadrul Kampfgeschwader 77.
După încheierea Rheinübung, Royal Navy a declanșat  o operațiune de distrugere a rețelei de vase germane de aprovizionare și realimentarea din Atlantic. Primul succes al operațiunii a fost descoperirea în sudul Groenlandei a petrolierului Belchen de către  crucișătoarele Aurora și Kenya. Pe 4 iunie, petrolierul Gedania a fost atacat în mijlocul Atlanticului de către  Marsdale. În aceeași zi, la 100 mile est, a fost atacat vasul de aprovizionare Gonzenheim de  Esperance Bay și de avioanele de pe portavionul Victorious. În aceeași zi, dar în sudul Atlanticului, la mijlocul distanței dintre Belém și Freetown, la limita de sud a Operațiunii Rheinübung, petrolierul Esso Hamburg a fost interceptat de crucișătorul London. A doua zi, același crucișător și distrugătorul Brilliant au scufundat petrolierul Egerland. Pe 23 iunie, în mijlocul Atlanticului, petrolierul Friederich Breme a fost scufundat de crucișătorul Sheffield. Pe 15 iunie, petrolierul Lothringen a fost scufundat de crucișătorul Dunedin și de avioanele de pe portavionul Eagle. În doar două săptămâni, șapte dintre cele nouă vase de reaprovizionare participante la Operațiunea Rheinübung au fost scufundate, ceea ce a avut consecințe serioase asupra operațiunile viitoare ale vaselor germane de suprafață.

## Concluzii
Operațiunea Rheinübung a fost un eșec, în ciuda faptului că germanii au reușit să scufunde vechiul crucișător de linie HMS Hood. Pierderea britanicilor a fost depășită în importanță de scufundarea cuirasatului Bismarck, care era una dintre cele patru mari vase de război ale Kriegsmarine. În timpul raidului de două săptămâni, germanii nu au reușit să zărească vreun vas comercial aliat. 
Convoaiele aliate nu au fost influențate în mod serios. Cele mai multe dintre ele și-au continuat drumul conform planurilor și fluxul de aprovizionare către insulele britanice nu a fost diminuat. Pe de altă parte, campania submarinelor din Atlantic a fost puternic influențată. Submarinele din Atlantic au scufundat doar 2 vase aliate în ultimele săptămâni ale lunii mai, comparativ cu 29 la începutul aceleiași luni. După scufundarea lui Bismarck, Hitler a interzis orice viitor raid în Atlantic, iar Tirpitz a fost trimis în Norvegia. Kriegsmarine nu a mai reușit să mai organizeze vreo operațiune de suprafață împotriva rutelor de aprovizionare aliate din nordul Atlanticului. Din acel moment, în Atlantic au mai acționat doar submarinele.

## Resurse internet
- Rico, José. „Operation Rheinübung”. kBismarck.com. Accesat în 21 ianuarie 2016.
- Asmussen, John. „Bismarck”. Bismarck-class.dk. Arhivat din original la 15 iulie 2019. Accesat în 21 ianuarie 2016.
- Asmussen, John. „Prinz Eugen”. Admiral-Hipper-Class.dk. Arhivat din original la 20 august 2013. Accesat în 21 ianuarie 2016.